# Diego Abal
Diego Hernán Abal (Buenos Aires, 28 dicembre 1971) è un arbitro di calcio argentino, internazionale dal 2008 al 2016.

## Carriera
Arbitro della Primera División argentina sin dal 2005, in seguito è nominato internazionale con decorrenza dal 1º gennaio 2008.
Ha diretto in varie competizioni tra cui la Copa Sudamericana e la Copa Libertadores.
Nel 2011 è convocato dalla FIFA in vista del Campionato mondiale di calcio Under 17.
Nell'aprile 2012 viene inserito dalla FIFA in una lista di 52 arbitri preselezionati per i Mondiali 2014. Tuttavia, non riesce nell'obiettivo di essere convocato per la fase finale del campionato mondiale, venendo eliminato in un taglio successivo dalla lista dei candidati.
Nel giugno del 2013 è selezionato dalla FIFA per prendere parte alla Confederations Cup in Brasile. Nell'occasione viene designato per una partita della fase a gironi.